# Aquidabã (1885)
«Аквідаба»  (у англомовних джерелах відомий як Aquidaban) - бразильський броненосець, побудований у середині 1880-тих. 

## Служба
Команда корабля взяла участь у двох заколотах на флоті. Під час другого броненосець був потоплений поблизу Говернадор Сельсу Рамуш двома торпедами міноносця проурядових сил «Густаво Сампайо». Після підняття на поверхню «Аквідаба» був направлений у Німеччину для здійснення ремонту та модернізації. 
Під час походу вздовж узбережжя Бразилії 1906 на кораблі раптово вибухнули боєприпаси, що призвело до його швидкого затоплення та великих втрат серед екіпажу. 